# デュエッツ (スティングのアルバム)
『デュエッツ』（Duets）は、2021年にリリースされたスティングのベスト・アルバム。発売元はA&Mレコード。

## 概要
これまでに行ってきた数々のコラボレーションの中から厳選した17曲を収録、日本盤はボーナストラック1曲を追加した全18曲を収録している。

## 収録曲
| #   | タイトル                                                                    | 作詞 | 作曲・編曲 |
| --- | --------------------------------------------------------------------------- | ---- | ---------- |
| 1.  | 「リトル・サムシング（with メロディ・ガルドー] ）」                         |      |            |
| 2.  | 「イッツ・プロバブリー・ミー（with エリック・クラプトン）」                 |      |            |
| 3.  | 「ストーレン・カー（with ミレーヌ・ファルメール）」                         |      |            |
| 4.  | 「デザート・ローズ（with シェブ・マミ）」                                   |      |            |
| 5.  | 「ライズ&フォール（with クレイグ・デイヴィッド）」                          |      |            |
| 6.  | 「ホェンエヴァー・アイ・セイ・ユア・ネーム（with メアリー・J.ブライジ）」   |      |            |
| 7.  | 「ドント・メイク・ミー・ウェイト（with シャギー）」                         |      |            |
| 8.  | 「レスト（with GIMS）」                                                     |      |            |
| 9.  | 「ウィル・ビー・トゥゲザー（with アニー・レノックス）」                     |      |            |
| 10. | 「恋は一日のように（with シャルル・アズナヴール）」                         |      |            |
| 11. | 「マイ・ファニー・ヴァレンタイン（with ハービー・ハンコック）」             |      |            |
| 12. | 「フラジャイル（with フリオ・イグレシアス）」                               |      |            |
| 13. | 「ママ（with GASHI）」                                                      |      |            |
| 14. | 「セプテンバー（with ズッケロ）」                                           |      |            |
| 15. | 「プラクティカル・アレンジメント（with ジョー・ローリー）」                 |      |            |
| 16. | 「ナン・ノブ・アス・アー・フリー（with サム・ムーア）」                     |      |            |
| 17. | 「イン・ジ・ウィー・スモール・アワーズ（with クリス・ボッティ）」           |      |            |
| 18. | 「イングリッシュマン／アフリカン・イン・ニューヨーク（with シェラージー）」 |      |            |

| #  | タイトル                                                                                            | 作詞 | 作曲・編曲 |
| -- | --------------------------------------------------------------------------------------------------- | ---- | ---------- |
| 1. | 「デュエッツ インタビュー&トラック・バイ・トラック」                                                |      |            |
| 2. | 「セプテンバー （with ズッケロ）（ミュージック・ビデオ）」                                          |      |            |
| 3. | 「イングリッシュマン／アフリカン・イン・ニューヨーク（with シェラージー）（ミュージック・ビデオ）」 |      |            |